# Kanton Noyelles-sous-Lens
Der Kanton Noyelles-sous-Lens war von 1992 bis 2015 ein französischer Kanton im Arrondissement Lens, im Département Pas-de-Calais und in der Region Nord-Pas-de-Calais. Sein Hauptort war Noyelles-sous-Lens. Der Kanton lag im Mittel 38 Meter über Normalnull, zwischen 22 Metern in Fouquières-lès-Lens und 45 Metern in Billy-Montigny.

## Gemeinden
Der Kanton bestand aus drei Gemeinden:
| Gemeinde            | Einwohner Jahr | Fläche km² | Bevölkerungsdichte | Code INSEE | Postleitzahl |
| ------------------- | -------------- | ---------- | ------------------ | ---------- | ------------ |
| Billy-Montigny      | 8.213 (2013)   | 2,71       | 3031 Einw./km²     | 62133      | 62420        |
| Fouquières-lès-Lens | 6.488 (2013)   | 4,14       | 1567 Einw./km²     | 62351      | 62740        |
| Noyelles-sous-Lens  | 6.796 (2013)   | 3,72       | 1827 Einw./km²     | 62628      | 62221        |